# Плезио
Плѐзио (на италиански: Plesio; на ломбардски: Pjes, Пиез) е община в Северна Италия, провинция Комо, регион Ломбардия. Административен център на общината е село Калвезельо (Calveseglio), което е разположено на 595 m надморска височина. Населението на общината е 842 души (към 2017 г.).